# Демесмекер, Жозеф
Жозеф Демесмекер (или Демесмакер; фр.  Joseph Demesmaecker; 1892 — 1 февраля 1980) — бельгийский шашист, двукратный чемпион Бельгии по международным шашкам (1934, 1948).

## Биография
На протяжении пятидесяти с лишним лет Жозеф Демесмекер принимал участие в шашечных соревнованиях. Дважды, в 1934 и 1948 годах, Демесмекер завоёвывал титул чемпиона Бельгии. В чемпионате мира 1948 года Демесмекер занял предпоследнее десятое место. В 1954 году Демесмекер занял третье место в турнире претендентов. В 1960 году в международном турнире Федерации шашек СССР в Киеве разделил 11-12 места. В турнире претендентов 1966 года занял шестое место. Участвуя в соревнованиях в преклонном возрасте, Демесмекер заслужил репутацию «Нестора шашек». Скончался Жозеф Демесмекер в 87-летнем возрасте.